# Story of My Life (One Direction)
Story of My Life è un singolo del gruppo musicale anglo-irlandese One Direction, pubblicato il 28 ottobre 2013 come secondo estratto dal terzo album in studio Midnight Memories.

## Descrizione
Il brano è stato scritto dai cinque membri del gruppo insieme a John Ryan, Julian Bunetta e Jamie Scott.

## Pubblicazione
Il 25 ottobre 2013 alle 17:00 viene pubblicata una versione audio ufficiale del brano su Vevo e sul canale YouTube della band.
Il 28 ottobre il brano viene pubblicato ufficialmente su iTunes.

## Video musicale
Il videoclip è stato pubblicato il 3 novembre 2013 su VEVO e sul canale YouTube; è stato scritto e diretto da Ben Winston, già regista del video di Best Song Ever e del film This Is Us. Il video mostra foto ritraenti alcuni momenti dell'infanzia dei One Direction, ricostruiti e riproposti ora che i cinque ragazzi sono cresciuti, con la partecipazione della madre di Harry Styles, la sorella minore di Zayn Malik, i genitori e le sorelle di Liam Payne, il fratello maggiore di Niall Horan e i nonni di Louis Tomlinson.
Il 10 novembre vengono pubblicati i dietro le quinte, in cui i One Direction e Ben Winston spiegano come è stato fatto il video e parlano della canzone.

## Classifiche

### Classifiche settimanali
| Classifica (2013) | Posizione massima |
| ----------------- | ----------------- |
| Australia         | 3                 |
| Belgio (Fiandre)  | 1                 |
| Belgio (Vallonia) | 1                 |
| Irlanda           | 1                 |
| Italia            | 5                 |
| Lussemburgo       | 8                 |
| Nuova Zelanda     | 1                 |
| Paesi Bassi       | 1                 |
| Regno Unito       | 4                 |
| Spagna            | 3                 |
| Scozia            | 3                 |
| Svizzera          | 13                |

### Classifiche di fine anno
| Classifica (2014) | Posizione |
| ----------------- | --------- |
| Italia            | 91        |